# Manhattanville
Manhattanville és un barri del borough de Manhattan, a New York. Manhattanville és vorejat per Morningside Heights al sud, Harlem a l'est, Washington Heights al nord, i el Hudson River a l'oest. El barri s'estén doncs del carrer 122 al 135, tot i que certs inventaris no el delimiten més que del carrer 125 fins al 135. Al segle xix, Manhattanville era una petita ciutat molt dinàmica degut a la seva proximitat amb el Hudson River on nombrosos vaixells hi comerciaven cada dia. Les possibilitats de desenvolupament industrial, eren doncs importants atès que el barri, a conseqüència de la seva proximitat amb el sud molt actiu de Manhattan, jugava el paper d'una ciutat etapa amb tota l'àrea d'influència de l'Hudson River. Manhattanville gaudia també de la seva proximitat amb la Bloomingdale Road, i els seus hotels i llocs de diversió en feien un lloc de retir ideal per als novaiorquesos.

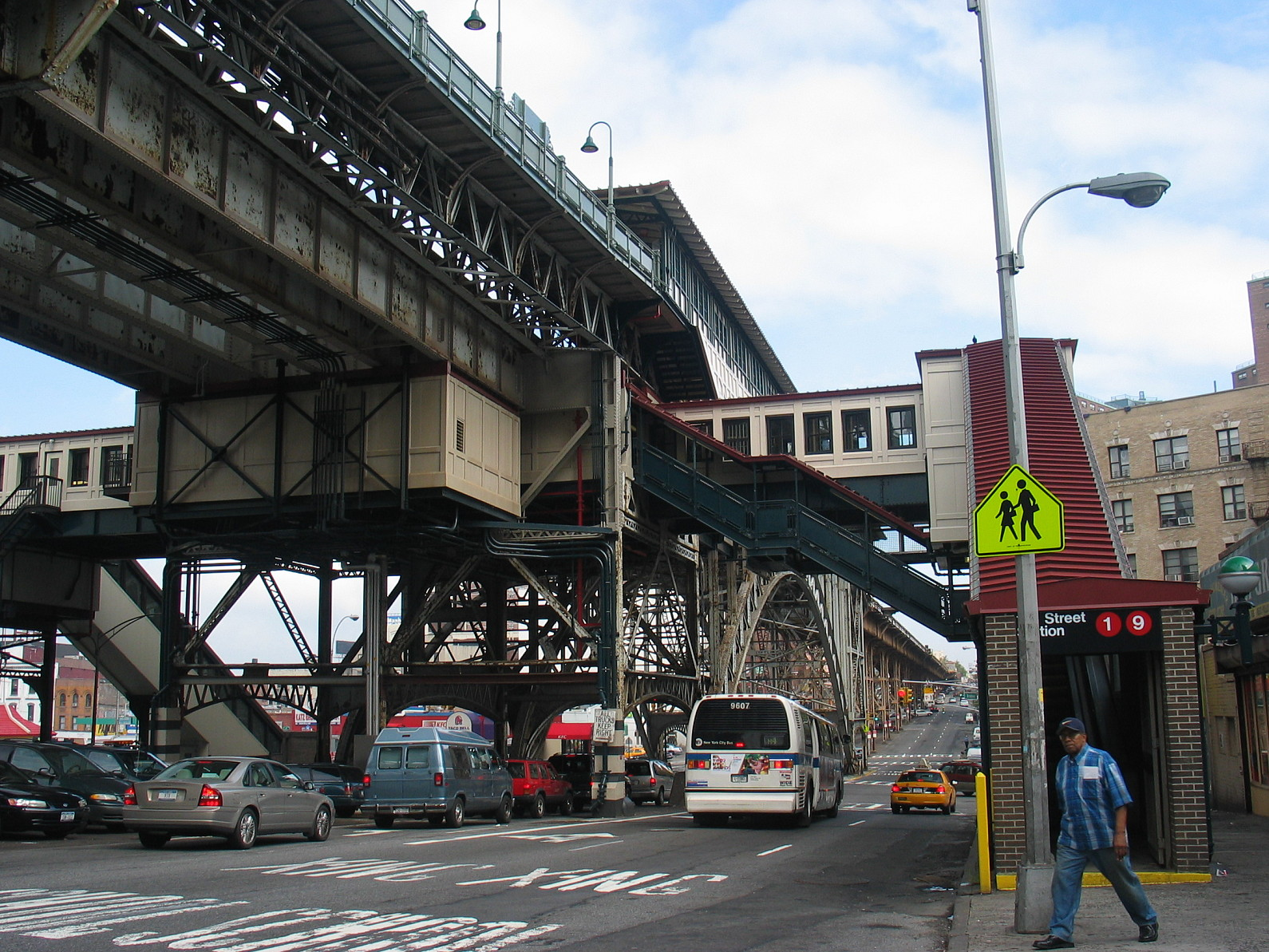
Línia elevada del metro de Nova York (1), característica de Manhattanville

Manhattanville és a més a més un barri universitari important, en la mesura que ha d'acollir les noves infraestructures de la Universitat de Colúmbia que completaran les del City College of New York, present al barri d'ençà 1906.